# Institut Anita-Borg
L'Institut Anita-Borg ou Institut Anita-Borg pour les femmes et la technologie est une organisation à but non lucratif fondée par l'informaticienne Anita Borg. Le but principal de l'institut est de recruter, retenir et faire progresser les femmes dans les divers domaines de la technologie. Le programme le plus important de l'institut est la série de conférences Célébration Grace Hopper des femmes en informatique (en), le plus grand rassemblement mondial de femmes en informatique. Basé à Palo Alto, en Californie, l'Institut Anita-Borg pour les femmes et la technologie est actuellement dirigé par Telle Whitney (en), l'une des cofondatrices avec Anita Borg de cette série de conférences soulignant le travail des femmes en informatique.

## Historique
L'Institut Anita-Borg pour les femmes et la technologie a été fondé en 1997 par l'informaticienne américaine Anita Borg. L'institut a été précédé de deux de ses programmes actuels : Systers et Célébration Grace Hopper des femmes en informatique. Systers, la première communauté en ligne pour les femmes en informatique, a été fondée en 1987 par Anita Borg. En 1994, Borg et Telle Whitney ont organisé la première présentation de l'événement Célébration Grace Hopper des femmes en informatique. Anita Borg a été la directrice générale de l'Institut des femmes en technologie de 1997 à 2002. En 2002, Whitney en est devenue la directrice générale et présidente. En 2003, l'institut a été rebaptisé "Institut Anita-Borg pour les femmes et la technologie",.